# 加々美瑠菜
加々美 瑠菜（かがみ るな、1999年9月7日 - ）は、日本の女優、子役。オリオンズベルトに所属していた。

## 出演
- 麗わしき鬼（2007年4月 - 6月、東海テレビ） - 眉川洵子（幼少期） 役
- 奇跡の動物園2008〜旭山動物園物語〜（2008年5月16日、フジテレビ）
- 先に生まれただけの僕（2017年10月 - 12月、 日本テレビ） - 渡辺彩音 役